# جاش ترنر
جاش ترنر (انگلیسی: Josh Turner؛ زادهٔ ۲۰ نوامبر ۱۹۷۷) یک موسیقی‌دان اهل ایالات متحده آمریکا است. وی از سال ۲۰۰۱ میلادی تاکنون مشغول فعالیت بوده‌است.